# August Liebmann Mayer

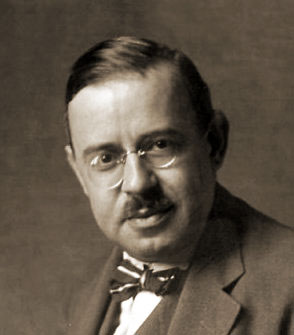
August L. Mayer

August Liebmann Mayer (* 27. Oktober 1885 in Darmstadt; † 1944 im KZ Auschwitz) war ein deutscher Kunsthistoriker, der zu seiner Zeit ein führender Experte für spanische Malerei war. Er wurde in der Zeit des Nationalsozialismus als Jude verfolgt und wahrscheinlich am 12. März 1944 ermordet.

## Leben

### Mayers Werdegang
August Liebmann Mayer wurde als Sohn des Agenten Jonas Baruch Mayer und seiner Ehefrau Bertha, geb. Liebmann, in Darmstadt geboren, wo er das Neue Gymnasium besuchte und mit dem Abitur abschloss. Ab 1904 studierte er Kunstgeschichte an den Universitäten München und Berlin und wurde 1907 in Berlin bei Heinrich Wölfflin mit einer Dissertation über Jusepe de Ribera promoviert. Seit 1909 arbeitete er an der Alten Pinakothek in München (1909 unbesoldeter wissenschaftlicher Mitarbeiter, 1912 Kustos für spanische und italienische Malerei des 16. und 17. Jahrhunderts sowie für die deutsche Malerei des 19. Jahrhunderts, seit 1920 Hauptkonservator). Daneben war er seit 1912 Privatdozent und seit 1920 außerordentlicher außerplanmäßiger Professor an der Universität München. Mayer war einer der produktivsten und bedeutendsten Kunsthistoriker in der ersten Hälfte des 20. Jahrhunderts und beschäftigte sich sehr viel mit altspanischer Malerei. Er war auch an wichtigen Ausstellungen zur altspanischen Malerei beteiligt, z. B. 1911 in der Galerie Heinemann in München und der Sammlung Nemes in der Alten Pinakothek, die einige El Grecos zeigte. Mayer galt als „der“ Greco-Spezialist. Mayer veröffentlichte viele Bücher über Kunstthemen, die in zahlreiche Sprachen übersetzt wurden und war ein vielgelesener und erfolgreicher Autor. Neben seiner Tätigkeit als Kustos in der Pinakothek verfasste er zahlreiche Gutachten für Gemälde, die ihm umfangreiche Nebeneinkünfte verschafften. Vorschriftsgemäß führte er Teile davon an seinen Arbeitgeber, die Alte Pinakothek ab, was seinen damaligen Einkünften als Kustos ungefähr gleichkam, so dass seine Stelle den Bayerischen Staat nichts kostete. Von Januar 1928 bis Dezember 1932 war er mit Otto von Falke Herausgeber der Zeitschrift Pantheon im Bruckmann Verlag.
Mayer war verheiratet (seine Frau starb 1941) und hatte eine Tochter, die den Krieg überlebte.

### Antisemitische Verfolgung schon während der Weimarer Zeit
Mayer wurde 1930 von Wilhelm Pinder bei einem Vortrag zur Eröffnung einer Ausstellung der Sammlung Schloss Rohoncz des Barons Heinrich Thyssen in der Münchner Pinakothek öffentlich in schärfster Weise verleumdet. Pinder warf Mayer vor, in dieser Sammlung etwa 100 Bilder falsch zugeschrieben zu haben. Ferner warf er Mayer vor, zur Mehrung seines Einkommens in großer Anzahl Expertisen für den Kunsthandel verfasst zu haben, obwohl er doch eigentlich vom Staat Bayern bezahlt werde. Beide Behauptungen stellten sich später als falsch heraus.
In dieser Zeit war es allgemein üblich, dass Museumsbeamte auf privater Basis Expertisen für den Kunsthandel verfassten. Pinders Angriff war der Auftakt zu einer Kampagne, in deren Verlauf auch der Vorwurf des Betruges gegen Mayer erhoben wurde. Er habe falsche Gutachten abgegeben, um den Wert von Gemälden zu steigern, und seine Nebeneinnahmen aus Expertisen nicht korrekt angegeben. An der Kampagne beteiligten sich neben Pinder auch Mayers Kollegen Rudolf Berliner vom Bayerischen Nationalmuseum, Ernst Heinrich Zimmermann vom Germanischen Nationalmuseum und Luitpold Dussler von der Technischen Hochschule München. Da zu dem Zeitpunkt eine scharfe Debatte über das private Gutachtenwesen von Museumsleuten geführt wurde, fand dieser Streit großes Interesse in der Öffentlichkeit. Zeitungen berichteten wochenlang über den Fall. Auch der Völkische Beobachter der NSDAP berichtete in übler Hetze über diesen Fall. Mayer wies die Vorwürfe strikt zurück. Er erhielt Rückendeckung unter anderem vom bayrischen Kultusminister Franz Goldenberger, vom Direktor des Prado und vom Generaldirektor der Bayerischen Staatsgemäldesammlungen in München, Friedrich Dörnhöffer. Mayers Vorgesetzte stellten richtig, dass er alle Gelder korrekt abrechnet habe. Sie wiesen darauf hin, dass seine Stelle an der Pinakothek auf Grund der zusätzlichen Einnahmen den Staat Bayern überhaupt nichts koste.

### Der Rücktritt
Als noch einige falsche Vorwürfe nachgeschoben wurden, trat Mayer am 1. März 1931 entnervt von seinem Amt als Kustos zurück und gab auch seine Professur auf, nicht, weil er sich schuldig fühlte, sondern weil er glaubte, so den Angriffen die Spitze nehmen zu können. Er wollte sich dem privaten Schreiben von Büchern widmen, denn er war auch ein sehr geschätzter Buchautor. Dieser Rücktritt wurde von den Feinden Mayers und in der uninformierten Öffentlichkeit als Schuldeingeständnis gewertet, obwohl die Denunzianten Mayers vom Kultusminister und von Dörnhöffer mit Disziplinarverfahren überzogen wurden. Trotzdem ging die Hetze gegen Mayer weiter. Am 11. März 1931 warf der Völkische Beobachter Mayer vor, seine jüdische Herkunft verschwiegen zu haben.

### Nach der „Machtergreifung“ 1933
1933 kamen Mayers Gegner an die Macht. Nun nahmen in ihrem Auftrag staatliche Behörden die Verfolgung gegen Mayer auf. Am 24. März 1933 wurde Mayer inhaftiert und mehrere Monate in Haft behalten und gequält. Ab 6. April 1933 wurden auch die Finanzbehörden zur Verfolgung eingesetzt. Das Finanzamt erhob eine Steuernachforderung von 115.000,- Reichsmark gegen Mayer. Da Mayer dieses Geld nicht besaß, konfiszierte das Finanzamt das Haus Mayers in Tutzing. Nach fast drei Monaten Haft ohne rechtmäßiges Verfahren mit täglichen schikanösen Verhören versuchte Mayer am 15. Juni, sich mit einem Rasiermesser das Leben zu nehmen. Über den Selbstmordversuch wurde in der internationalen Presse berichtet, wegen des zunächst als „hoffnungslos“ erscheinenden Zustands Mayers wurde fälschlicherweise auch bereits sein Tod vermeldet. Auf Dörnhöffers Intervention hin wurde er am 11. Juli 1933 wieder entlassen.

### Exil in Frankreich
Im Januar 1936 emigrierte Mayer, inzwischen völlig mittellos, nach Frankreich, wobei ihn Freunde unterstützten. Dank seines internationalen Renommees konnte Mayer in Paris wieder als Kunsthistoriker arbeiten. Er gab ein Werkverzeichnis von Diego Velázquez heraus, das in London erschien, und bereitete ein Werkverzeichnis von Tizian vor. Außerdem plante Mayer die Veröffentlichung eines Romans mit dem Titel „Toledo“. Mayer bestritt seinen Unterhalt, indem er weiter Expertisen für Kunsthändler verfertigte.

### Nach der Besetzung Frankreichs durch die Deutschen
Nach der Kriegserklärung gegen Deutschland wurde Mayer von den französischen Behörden in den Süden Frankreich verbracht und interniert, während seine Frau, die schon 1941 starb, und sein Kind in der Pariser Wohnung bleiben konnten. Nach der Besetzung Frankreichs durch die Deutschen musste Mayer im unbesetzten Südfrankreich bleiben. Er ließ sich in der italienischen Zone in Nizza nieder und flüchtete nach der Besetzung dieser Zone durch die Deutschen 1943 nach Monaco.
Als der Kunsthändler Bruno Lohse 1941 zur Kunstrauborganisation Einsatzstab Reichsleiter Rosenberg nach Paris kam, leitete er eine Fahndung nach Mayer ein. Der Einsatzstab Rosenberg durchsuchte 1941 die Wohnung und raubte Mayers restliche Bilder und seine Bibliothek. In der amerikanischen Kunstraub-Untersuchung Activity of the Einsatzstab Reichsleiter Rosenberg in France CIR 1 aus dem Jahr 1945, zu deren Erstellung auch Lohse verhört worden war, ist die Durchsuchung des Sonderstabes Bildende Kunst des Einsatzstab Reichsleiter Rosenberg in der Wohnung Mayers in der Rue Montabor, Nr. 9, Paris aufgeführt, ohne dass den Befragern von der Art Looting Unit (Kunstraubuntersuchungseinheit) des Geheimdienstes OSS 1945 die Person August Liebmann Mayers und sein Schicksal sowie der Zusammenhang zu der von Lohse eingeleiteten Fahndung bekannt war.
Im Februar 1944 wurde Mayer mit einer Gruppe von Juden durch den französischen Kunsthändler Louis Delclève an die in Monaco – dort waren die Aufenthaltsbestimmungen für Juden durch Intervention des Generalkonsuls des Deutschen Reichs, Walter Hellenthal, bei Louis II. von Monaco zuvor verschärft worden – nach untergetauchten Juden fahndende Geheime Staatspolizei verraten und kam in das Sammellager Drancy. Am 7. März 1944 wurde er nach Auschwitz deportiert, wo er vermutlich am 12. März 1944 ermordet wurde.

### Bemühungen um Rehabilitation und Wiedergutmachung

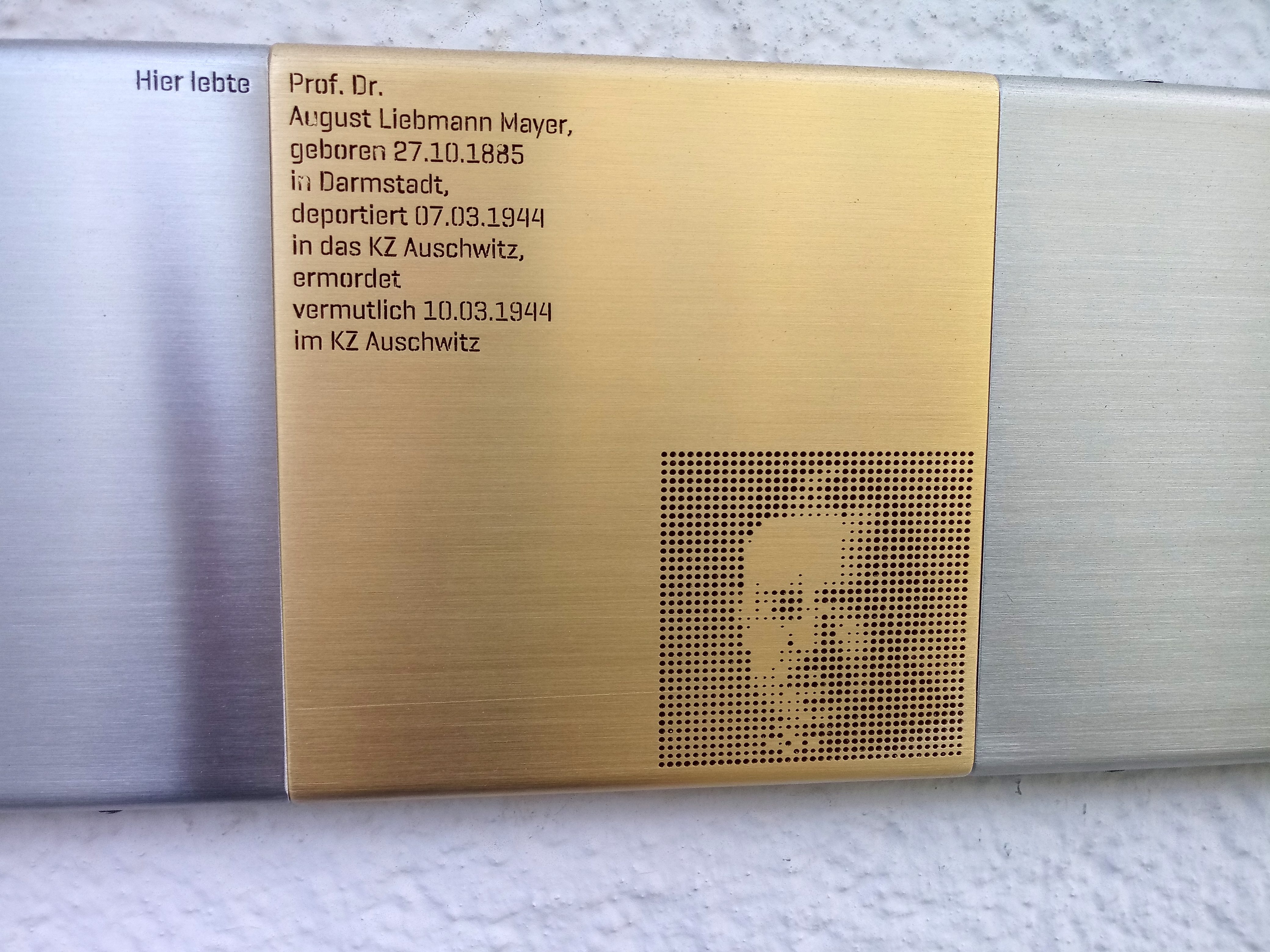
Erinnerungszeichen für Opfer des NS-Regimes in München für August Liebmann Mayer

Mayers Tochter Angelika Mayer kämpfte ab 1956 um Wiedergutmachung, die zuerst durch die Behörden als unbegründet angesehen wurde. 1963 erhielt sie im Rahmen eines Vergleiches einige Bilder zurück und eine Entschädigung. Die Bibliothek und die meisten Bilder blieben jedoch verschwunden. Die antisemitische Denunziation Mayers wirkte in der Bundesrepublik fort. Mayers Arbeit und seine Gutachten wurden noch Ende der 1980er Jahre in der Bundesrepublik als unseriös abqualifiziert. Antisemitische Kritiker von Mayer, die an seiner Denunziation und Verfolgung mitgewirkt hatten, wie Luitpold Dussler, konnten dagegen ihre Karriere in der Bundesrepublik ungehindert fortsetzen. Dussler wurde 1947 zum ordentlichen Professor an der Technischen Hochschule München ernannt. Bruno Lohse wirkte von 1950 bis zu seinem Tode 2007 unangefochten als Kunsthändler in München.
Als die Wahrheit über August Liebmann Mayers Verfolgung und sein weiteres Schicksal durch neue Forschungsergebnisse 2008 bekannt wurde, suchten Provenienzforscher der bayerischen Museen nach ehemaligem Eigentum von Mayer. 2010 erstatteten die Bayerischen Staatsgemäldesammlungen vier Bilder Mayers an den Anwalt der Tochter zurück, die in den USA lebt. Die Bilder befanden sich seit 1954 bzw. 1981 im Besitz der Museen, nachdem sie Mayer 1933 geraubt worden waren. Im April 2012 erstattete das Bayerische Nationalmuseum eine wertvolle Bronzestatue Mayers an seine Tochter zurück. Das Museum hatte die Statue bei einer Auktion 1937 in München erworben.
Seit Oktober 2021 erinnert die Stadt München mit einem Erinnerungszeichen (Wandtafel) in der Martiusstraße 8 an das Schicksal von August Liebmann Mayer.

## Veröffentlichungen (Auswahl)
- Jusepe de Ribera. (Lo Spagnoletto). Dissertation 1907, Verlag Hiersemann, Leipzig 1908 (Digitalisat).
- (Hrsg.): Die Meisterlieder des Hans Folz aus der Münchener Originalhandschrift und der Weimarer Handschrift. Q. 566 mit Ergänzungen aus anderen Quellen Weidmann Verlag, Berlin 1908. Unveränderter Nachdruck Hildesheim 2001, ISBN 3-615-17212-4.
- Toledo, Verlag E. A. Seemann, Leipzig 1910
- Die Sevillaner Malerschule, Leipzig 1911
- Geschichte der spanischen Malerei, 2 Bände, Leipzig 1913, 1922.
- Segovia, Avila und El Eskorial. Leipzig 1913.
- Murillo. Des Meisters Werke in 287 Abbildungen. DVA, Stuttgart, Berlin 1913
- Kleine Velazques-Studien. München 1913.
- El Greco. Eine Einführung in das Leben und Wirken des Domenico Theotocopuli genannt El Greco. München, Delphin Verlag, 3. Auflage. 1916.
- mit Erich von der Bercken: Handbuch der Kunstwissenschaft Band 13: Malerei der Renaissance in Italien, Band 2, Malerei des 15. und 16. Jahrhtds. in Oberitalien. Athenaion, Berlin-Neubabelsberg 1917
- Grünewald. Der Romantiker des Schmerzes. Delphin-Verlag, München 1917.
- (Hrsg.): Expressionistische Miniaturen des deutschen Mittelalters. Delphin Verlag, München 1918.
- Bartolomé Esteban Murillo. Der Maler der Betteljungen und Madonnen. Delphin Verlag, München 1918.
- Don Gil von den toten Hosen, Lustspiel von Tirso de Molina. Für die deutsche Bühne von August L. Mayer; Johannes von Guenther. Verlag Müller, München 1918
- Alt-Spanien, Müller & Rentsch Verlag, München 1921.
- Der spanische Nationalstil des Mittelalters. E. A. Seemann, Leipzig 1922 (Bibliothek der Kunstgeschichte 23)
- Mittelalterliche Plastik in Spanien. Delphin Verlag, München 1922
- Gotische Portalskulpturen in Spanien. E. A. Seemann, Leipzig 1923 (Bibliothek der Kunstgeschichte 68)
- Francisco de Goya. Bruckmann, München 1922 (Nachdruck Kessinger Publishing. Whitefish Montana 2007, ISBN 978-1-4325-8275-3).
- Mittelalterliche Plastik in Italien. Delphin Verlag, München 1923
- Spanische Barock-Plastik. München 1923.
- mit Erich von der Bercken: Jacopo Tintoretto. München 1923.
- Anthonis van Dyck. O. C. Recht, München 1923
- Diego Velazquez. Berlin 1924.
- La pintura española (= Collección Labor 73-74). Editoral Labor, Barcelona 1926
- Dominico Theotocopuli El Greco: Kritisches und illustriertes Verzeichnis des Gesamtwerkes. F. Hanfstaengl, München 1926
- mit Erich von der Bercken: Die Malerei der Früh- und Hochrenaissance in Oberitalien. Potsdam 1927.
- Die Darmstädter Pessach-Haggadah: Mit einer Gesamtbibliographie der Haggadah. Codex orientalis 8 der Landesbibliothek zu Darmstadt aus dem 8. Jahrhundert. Hrsg. von Bruno Italiener unter Mitwirkung von Aaron Freimann, August L. Mayer und Adolf Schmid, Verlag Hiersemann, Leipzig 1927
- Gotik in Spanien. Leipzig 1928.
- El Greco. Berlin 1931.
- Velazquez. A catalogue raisonné of the Pictures and Drawings. Faber and Faber Limited, London 1936.
- Einleitung zu: Adolf Reifenberg: Denkmäler der jüdischen Antike. Schocken Verlag, Berlin 1937 (Schocken Bücherei 75/76)

## Verweise
1. ↑  https://dfg-viewer.de/show?tx_dlf%5Bdouble%5D=0&tx_dlf%5Bid%5D=https%3A%2F%2Fdigitalisate-he.arcinsys.de%2Fhstam%2F901%2F131.xml&tx_dlf%5Bpage%5D=328&cHash=9ea764c3be4be6c1ba454b505b0d63e0
2. ↑  z. B. Henrik Karge (Hrsg.): Vision oder Wirklichkeit - die spanische Malerei der Neuzeit. München 1991, S. 17.
3. ↑  Fuhrmeister, Kienlechner: Tatort Nizza (s. 'Literatur'), S. 410.
4. ↑  Fuhrmeister, Kienlechner: Tatort Nizza (s. 'Literatur'), S. 411.
5. ↑  Fuhrmeister, Kienlechner: Tatort Nizza (s. 'Literatur'), S. 415, Anm. 27.
6. ↑  Z. B.: Selbstmord, der letzte Ausweg im Dritten Reich. In: Der Tag / Der Wiener Tag, 21. Juni 1933, S. 2 (online bei ANNO).
7. ↑  Die Unterlagen für die geplante Tizian-Arbeit befinden sich heute in einem Moskauer Archiv (Fuhrmeister, Kienlechner: Tatort Nizza (s. 'Literatur'), S. 417, Anm. 36). Über das Typoskript des Romans berichtete Christian Fuhrmeister in Bulletin Nr. 2 des DHI Moskau siehe unter Weblinks. Das Sonderarchiv des Russischen Staatlichen Militärarchivs, 2008. Danach ist dort auch ein Roman-Manuskript von Mayer Der Maler von Toledo. Der dort erhaltene schriftliche Nachlass von Mayer ist aber unvollständig.
8. ↑  Fuhrmeister, Kienlechner: Tatort Nizza (s. 'Literatur'), S. 419, Anm. 47.
9. ↑  s. unter den Weblinks CIR 01 Rosenberg in France, Attachement 10, einzusehen bei Footnote.com.
10. ↑  Christian Fuhrmeister und Susanne Kienlechner: Tatort Nizza: Kunstgeschichte zwischen Kunsthandel, Kunstraub und Verfolgung. Zur Vita von August Liebmann Mayer, mit einem Exkurs zu Bernhard Degenhart und Bemerkungen zu Erhard Goepel und Bruno Lohse. in: Ruth Heftrig, Olaf Peters und Barbara Schellewald (Hrsg.): Kunstgeschichte im „Dritten Reich“. Theorien, Methoden, Praktiken. Akademie Verlag, Berlin 2008, S. 429 - ISBN 978-3-05-004448-4.
11. ↑  Fuhrmeister, Kienlechner: Tatort Nizza (s. 'Literatur'), S. 421.
12. ↑  Fuhrmeister, Kienlechner: Tatort Nizza (s. 'Literatur').
13. ↑  Pressemitteilung der Bayerische Staatsgemäldesammlungen vom 12. Mai 2010 (Memento vom 4. März 2016 im Internet Archive).
14. ↑  Frankenpost vom 18. April 2012 Bayerisches Nationalmuseum gibt Raubkunst zurück. Wiedergegeben auf den Seiten von Looted Art Com
Frankenpost vom 18. April 2012 Bayerisches Nationalmuseum gibt Raubkunst zurück.
15. ↑  August Liebmann Mayer. Archiviert vom Original (nicht mehr online verfügbar) am 17. April 2022; abgerufen am 17. April 2022.  Info: Der Archivlink wurde automatisch eingesetzt und noch nicht geprüft. Bitte prüfe Original- und Archivlink gemäß Anleitung und entferne dann diesen Hinweis.

| Personendaten    | Personendaten             |
| ---------------- | ------------------------- |
| NAME             | Mayer, August Liebmann    |
| ALTERNATIVNAMEN  | Mayer, August L.          |
| KURZBESCHREIBUNG | deutscher Kunsthistoriker |
| GEBURTSDATUM     | 27. Oktober 1885          |
| GEBURTSORT       | Griesheim                 |
| STERBEDATUM      | 12. März 1944             |
| STERBEORT        | KZ Auschwitz              |